# Semaeopus justata
Semaeopus justata là một loài bướm đêm trong họ Geometridae.